# 오디션 (1997년 영화)
《오디션》은 1997년에 개봉한 대한민국의 영화이다.

## 캐스팅
- 임지헌 : 박진우 역
- 박청숙 : 조신희 역
- 최종원 : 진 감독
- 주용만 : 경수 역
- 이승형 : 광호 역
- 허성수 : 여진 역
- 강영선 : 은경 역
- 송혜진 : 미나 역
- 김시내 : 경희 역
- 김유리 : 혜리 역
- 이정빈 : 유리 역
- 이혜정 : 꿈속여자 역
- 이석원 : 김 대리 역
- 김민형 : 여직원 1 역
- 박정아 : 여직원 2 역
- 홍석연 : 속옷가게점원 역
- 이차용 : 에이전시직원 역
- 신현정 : 여자친구 1 역
- 김성희 : 여자친구 2 역
- 안민호 : 10번모델 역
- 설지혜 : 오디션모델 역